# Kostaryka na Letnich Igrzyskach Olimpijskich 1964
Kostarykę na Letnich Igrzyskach Olimpijskich 1964 reprezentowało 2 zawodników. Nie zdobyli oni żadnego medalu na tych igrzyskach.

## Skład kadry

### Judo
Mężczyźni
- Orlando Madrigal - waga średnia - 17. miejsce
- Rafael Barquero - waga średnia - 25. miejsce